# Ward Lernout
Ward Lernout est un peintre belge, né à Geluwe (Flandre-Occidentale) le 3 mai 1931 et mort le 21 décembre 2019.

## Biographie
Son père, Kamiel, lui apprend le dessin, tandis qu'il suit des cours de peinture à l'Académie des Beaux-Arts de Menin (peintres Fred Wallecan et Ernest Van Overberghe). Il s'installe à Tervuren en 1964 après un long séjour en Afrique. Bien qu'actif dans le monde publicitaire et dans une maison d'édition jusqu'en 1990, il expose annuellement depuis 1970 dans des galeries d'art.

## Quelques commentaires de critiques d'art
« Son œuvre contient le respect d'une tradition picturale flamande mondialement reconnue, sa transposition dans la gestualité d'un siècle axé sur la vitesse avec le soutien de produits de création récente. Mais tout cela ne serait rien s'il n'y avait derrière chaque toile un homme heureux de peindre, un artiste pour qui la couleur est source de vie. »
— Anita Nardon, A.I.C.A. - 1996
« Poésie et vérité sont ici réunies sous le signe du temps, de la force et de la vie s'écoulant tranquillement, meublée de gestes simples. En sacrifiant le détail à l'expression de la vie, avec l'aide de traits puissants et d'une palette riche et variée, Lernout bâtit une œuvre solide. »
— Raymond Lacroix, A.I.C.A. - 1992
« Ward Lernout établit un lien entre passé et présent, tout comme son style, son traitement des surfaces, sa sensibilité exacerbée aux couleurs franches assurent un présent réjuvéné à une tradition ancienne de peinture-amour, sur le thème d'un environnement en mutation, mais dans lequel la nature garde, même transformée, l'attrait de son impérissable beauté. »
— Wim Toebosch, A.I.C.I. - 1991

## Expositions

### De 1979 à 2005
- P.A.C. Vaalbeek,
- Faculty Club Louvain,
- Galerij Tragt et AWW Anvers,
- Alumni et Galarie Zinzen Bruxelles,
- Gulpen (Pays-Bas),
- Musée royal de l’Afrique centrale à Tervuren,
- Werl (Allemagne),
- Centre d'Art du Paradou (Les Baux, France),
- Casa de Cultura (Pozuelo, Madrid),
- Le Roc d'Art (Charleroi),
- Galeries Beukenhof (Kluisbergen),
- Art Gallery Charlotte Van Lorreinen Tervuren,
- CC Heist-op-den-Berg,
- Bremberg Centrum Bierbeek.

### De 1959 à 1978
Entre autres à Mbandaka (Congo), Wezembeek-Oppem, Bruxelles, Diest, Malines ...
Avec son beau-frère, le peintre Mon Camelbeke : Courtrai, Waregem, Saint-Nicolas, BRTBruxelles.

## Prix et Sélections
- 2001 - Sélectionné pour l'exposition Im Zeichen der Ebene und des Himmels organisée par les Colonies d'artistes en Europe au Germanisches Nationalmuseum de Nuremberg.
- 1999 - Incorporé dans l'album Lithographies de 10 artistes flamands contemporains (Flemish Art, Bruxelles).